# Sin enchufe
Sin enchufe es el primer álbum en directo del grupo español de rock M Clan y el cuarto de su carrera musical, fruto de la grabación de un concierto acústico a finales del año 2000. 
Posteriormente en la gira de verano de 2001 y tras una serie de desavenencias entre el guitarrista-fundador de M-Clán, Santiago Campillo y el segundo guitarra Ricardo Ruipérez (alumno de Campillo en su día), Campillo acabó desmarcándose de la formación, terminando en los tribunales con Ricardo Ruipérez y Carlos Tarque, por problemas con los derechos del nombre del grupo, lo cual se acabaría solucionando de modo monetario.[cita requerida]

## Temas
M Clan sacó cuatro singles de este álbum desenchufado: "Carolina" (quizá la canción más conocida del grupo), "Maggie despierta", "Souvenir" y "Los periódicos de mañana".
En Sin enchufe se combinan temas inéditos con otros de álbumes anteriores y entre los temas se pueden encontrar tantos composiciones propias como versiones de otros grupos. En total se presentan hasta ocho temas nuevos en el álbum, que son "Carolina", "Souvenir", "Los periódicos de mañana", "Maggie despierta", "Qué está pasando", "Sin equipaje", "El tren que nunca cogimos" y "Todo negro".
El tema "Maggie despierta" es una versión de la canción "Maggie May" del cantante británico Rod Stewart. En Sin enchufe, al finalizar "Maggie despierta", el cantante Carlos Tarque da las gracias al escocés. Asimismo, "Todo negro" es una versión-homenaje sobre una versión de otro tema. M Clan, como dice Tarque cuando termina la canción, hace con "Todo negro" un homenaje a Los Salvajes, que popularizaron a su vez el tema, versión en español de "Paint It, Black" de The Rolling Stones. Por último, en Sin enchufe aparece una nueva versión, en acústico, de "Llamando a la Tierra", sobre el tema "Serenade" de Steve Miller Band. Tanto "Maggie despierta" como "Todo negro" fueron publicados por primera vez por M Clan en este álbum, mientras que ya existían dos "Llamando a la Tierra" y "Serenade" en el álbum Usar y tirar, de 1999. Además, "Maggie despierta" y "Llamando a la Tierra" reaparecen en el álbum recopilatorio Retrovisión 1995-2006, en el que también se pueden encontrar, pertenecientes a Sin enchufe, "Carolina" y "Souvenir". 
Además se grabó un DVD en el que se incluyen todas las canciones de Sin enchufe con varios temas añadidos, que, al igual que el resto del disco, tiene tanto canciones propias como versiones de otras. Esta propina añade a las diecisiete canciones iniciales las de "Superstition", "No quiero verte" y "Setenta y nueve". En el DVD se puede ver el videoclip de Carolina, así como las letras de las canciones, incluidas también, por otra parte, en el libreto original del álbum.
En una edición limitada se vendieron conjuntamente el DVD con el CD.

## Lista de temas
1. "Carolina" - (4:19)
2. "Quédate a dormir" - (5:03)
3. "Souvenir" - (4:24)
4. "Los periódicos de mañana" - (4:28)
5. "Maggie despierta" - (4:42)
6. "Donde el río hierve" + "Perdido en la ciudad" - (4:16)
7. "La calma" - (4:47)
8. "Qué está pasando" - (3:20)
9. "Sin equipaje" - (4:12)
10. "El tren que nunca cogimos" - (4:35)
11. "Minutos musicales" - (0:25)
12. "Chilaba y cachimba" - (4:19)
13. "Todo negro" - (3:17)
14. "Vuelve" - (5:16)
15. "Llamando a la Tierra" - (6:34)
16. "Un buen momento" - (3:52)
17. "Usar y tirar" - (4:33)

## Componentes de M Clan
Para este álbum, la composición del grupo era la siguiente:
- Carlos Tarque: voz.
- Ricardo Ruipérez: guitarra, coros.
- Santiago Campillo: guitarras.
- Juan Antonio Otero: batería.
- Pascual Saura: bajo.

Colaboraciones
Juan Carlos Armero, Luis Prado, Mavi Díaz, Belén Guerra, Gisela Ruiz, Eva Cortés, Momo Cortés, Chemín Santillanes, Arturo Santillanes, Julio Montalvo, Eduardo Ortega, Begoña Larrañaga.